# Lygropia amplificata
Lygropia amplificata là một loài bướm đêm trong họ Crambidae.